# Associazione Calcio Bellinzone
Maillots

L'AC Bellinzone est un club de football de la ville de Bellinzone en Suisse, dissous en août 2013 après avoir fait faillite. Le club est reconstruit et intègre la 2e ligue en 2014. Il est promu en 2e ligue interrégionale lors de la saison 2015-2016. 
Aujourd'hui, il joue dans la Challenge League.

## Histoire
Le club, fondé en 1904, évolue au Stadio Comunale. Les joueurs sont surnommés les Granata.
En mars 2013, un déficit de 7 millions d'euros oblige le club à déposer le bilan ; le club est dissous en août.

## Parcours
| - 1944 - 1960 : LNA - 1960 - 1964 : LNB - 1964 - 1965 : LNA - 1965 - 1967 : LNB - 1967 - 1971 : LNA - 1971 - 1976 : LNB - 1976 - 1977 : LNA - 1977 - 1980 : LNB - 1980 - 1984 : LNA - 1984 - 1986 : LNB - 1986 - 1990 : LNA - 1990 - 1995 : LNB - 1995 - 1999 : 1re ligue - 1999 - 2008 : LNB - 2008 - 2011 : LNA - 2011 - 2013 : LNB - 2013 - 2014 : 1re League Promotion (équipe retirée avant le début du championnat) - 2014 - 2015 : 2e Ligue - 2015 - 2016 : 2e Ligue interrégionale - 2016 - 2018 : 1re League classique - 2018 - 2022 : Promotion League - 2022 - : Challenge League |
| |
| |

## Palmarès

### Super League(1)
- Champion de Suisse en 1948

### Promotion League(1)
- Champion en 2022

### Coupe de Suisse
3 finales perdues :
- 1962
- 1969
- 2008

## Bilan saison par saison
| Saison  | Champ | Cl | Pts | J  | G  | N  | P  | Bp | Bc | Diff | Coupe de Suisse | Coupe d'Europe | Autres compétitions | M. buteur         | B  | Entraîneur        | Aff |
|         |       |    |     |    |    |    |    |    |    |      |                 |                |                     |                   |    |                   |     |
| ------- | ----- | -- | --- | -- | -- | -- | -- | -- | -- | ---- | --------------- | -------------- | ------------------- | ----------------- | -- | ----------------- | --- |
| 2008-09 | ASL   | 6e | 43  | 36 | 11 | 10 | 15 | 44 | 51 | -7   | 1/8 f           |                |                     | Mauro Lustrinelli | 12 | Marco Schällibaum |     |
| Saison  | Champ | Cl | Pts | J  | G  | N  | P  | Bp | Bc | Diff | Coupe de Suisse | Coupe d'Europe | Autres compétitions | M. buteur         | B  | Entraîneur        | Aff |

Champ = championnat ; Cl = classement ; Pts = points ; J = joués ; G = gagnés ; N = nuls ; P = perdus ; Bp = buts pour ; Bc = buts contre ; Diff = différence de buts

C1 = Ligue des champions (depuis 1992, Coupe des clubs champions de 1955 à 1992) ; C2 = Coupe des coupes (de 1961 à 1999) ; C3 = Ligue Europa (depuis 2009, Coupe UEFA de 1971 à 2009, Coupe des villes de foires de 1955 à 1971) ; C4 = Ligue Conférence (depuis 2024, Ligue Europa Conférence de 2021 à 2024) ; CI = Coupe Intertoto (de 1995 à 2008)

M. buteur = meilleur buteur en championnat; B = buts marqués par le meilleur buteur en championnat; Aff = affluence moyenne en championnat
champion, vainqueur ou meilleur buteurvice-champion ou finalistepromubarrage de promotionreléguébarrage de relégation

## Entraîneurs célèbres
- Alberto Cavasin
- Henri Depireux
- Vladimir Petković
- Raimondo Ponte
- Régis Rothenbühler
- Marco Schällibaum
- Velibor Vasović